# アクサルサイ川
アクサルサイ川（アクサルサイがわ、英語: Aksarsoy River）はウズベキスタンタシュケント州の東北部にある川である。天山山脈の支脈であるプスケム山脈（Pskem Range）に源を発し、チャルヴァク湖へ流れ込む主要河川のひとつであるプスケム川に湖面近くの橋付近で注ぐ。  
近年、日本の様々な旅行社から「アクサルサイ渓谷のハイキング」地として、海外旅行者へ宣伝されている。 

## 参照項目
- チャルヴァク湖
- プスケム川